# Chorthippus squamopennis
Chorthippus squamopennis är en insektsart som beskrevs av Zheng, Z. 1980. Chorthippus squamopennis ingår i släktet Chorthippus och familjen gräshoppor. Inga underarter finns listade i Catalogue of Life.